# Borland
Borland este o companie de software americană, fondată în anul 1983, cu sediul în Scotts Valley, California, SUA, cunoscută pentru mediile de programare Turbo Pascal și Delphi.
În noiembrie 2006 compania a anunțat că va separa Grupul Instrumente Dezvoltatori (Borland Delphi etc.) într-o companie mai mică deținută tot de Borland, numită "CodeGear".
La 7 mai 2008 compania a anunțat vânzarea anexei CodeGear. Ea a fost cumpărată de către compania Embarcadero Technologies pentru 23 milioane dolari.
La 6 mai 2009 Borland a fost cumpărată de către compania "Micro Focus", pentru 75 milioane dolari. Tranzacția a fost aprobată de către acționarii lui Borland la 22 iulie 2009, compania fiind vândută cu 1,50 dolari/acțiune. Tranzacția a fost finalizată în iulie 2009.
Actualmente Borland este o companie Micro Focus.